# Бубенхајм (Палатинат)
Бубенхајм (њем. Bubenheim) општина је у њемачкој савезној држави Рајна-Палатинат. Једно је од 81 општинског средишта округа Донерсберг. Према процјени из 2010. у општини је живјело 438 становника. Посједује регионалну шифру (AGS) 7333012.

## Географски и демографски подаци
Бубенхајм се налази у савезној држави Рајна-Палатинат у округу Донерсберг. Општина се налази на надморској висини од 200 метара. Површина општине износи 2,9 km². У самом мјесту је, према процјени из 2010. године, живјело 438 становника. Просјечна густина становништва износи 149 становника/km².